# Garnet Wolseley

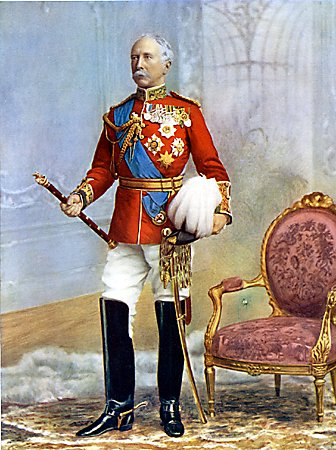
Marszałek polny Garnet Joseph Wolseley

Garnet Joseph Wolseley (ur. 4 czerwca 1833 w Golden Bridge w hrabstwie Dublin, zm. 25 marca 1913 w Menton we Francji) – brytyjski oficer, od 1894 marszałek polny, uczestnik wojen w Birmie, na Krymie, powstania Sipajów w Indiach, kampanii w Chinach, Kanadzie i całej Afryce.

## Życiorys
Od 1852 do 1853 odbywał służbę wojskową w Birmie. W trakcie wojny krymskiej odniósł poważne rany, po czym służył w Indiach podczas buntu sipajów, a w 1860 – w Chinach. W 1870 stłumił bunt nad Red River w Kanadzie, nie ponosząc żadnych po swojej stronie strat. Większą część służby odbył w Afryce. Został jednym z wielkich bohaterów epoki wiktoriańskiej walcząc na obszarach dzisiejszej Ghany (1873–1874), Natalu i Transwalu (1879) oraz bardzo sprawnemu podporządkowaniu Egiptu w 1882. W 1884 usiłował uwolnić generała Charlesa Gordona, jednak za późno otrzymał rozkaz do wymarszu. Od 1890 do 1895 sprawował funkcję naczelnego dowódcę wojsk Wielkiej Brytanii. W 1877 wydał powieść swego autorstwa Marley Castle.

## Odznaczenia (chronologicznie)
- India General Service Medal (1854) z klamrą[2]
- Medal Krymski z klamrą (1854)[2]
- Order Medżydów V klasy (1854, Imperium Osmańskie)[2]
- Medal Krymski (Turcja) (1854)[2]
- Kawaler Orderu Legii Honorowej (1854, Francja)[2]
- Indian Mutiny Medal (1858)[2]
- Second China War Medal z dwoma klamrami (1861)[2]
- Canada General Service Medal z klamrą (1870)[2]
- Kawaler Komandor Orderu św. Michała i św. Jerzego (1870)[3]
- Towarzysz Orderu Łaźni (1871)[3]
- Ashantee War Medal z klamrą (1874)[2]
- Krzyż Wielki Orderu św. Michała i św. Jerzego (1874)[4][3]
- Kawaler Komandor Orderu Łaźni (1974)[4]
- South Africa Medal (1877) z klamrą (1879)[2]
- Krzyż Wielki Orderu Łaźni (1880)[3]
- Medal Egiptu z 3 klamrami (1884-1885)[2]
- Gwiazda Kedywa (1884)[2]
- Order Osmana I klasy (1884, Imperium Osmańskie)[2]
- Order Świętego Patryka (1885)[5][3]
- Order Czerwonego Orła I klasy (1900, Prusy)[6]
- Order Medżydów I klasy z brylantami (1901, Imperium Osmańskie)[7]
- Order Zasługi (1902)[8]
- Odznaka Oficerska Ochotnika (1903)[9]